# Łęczyca

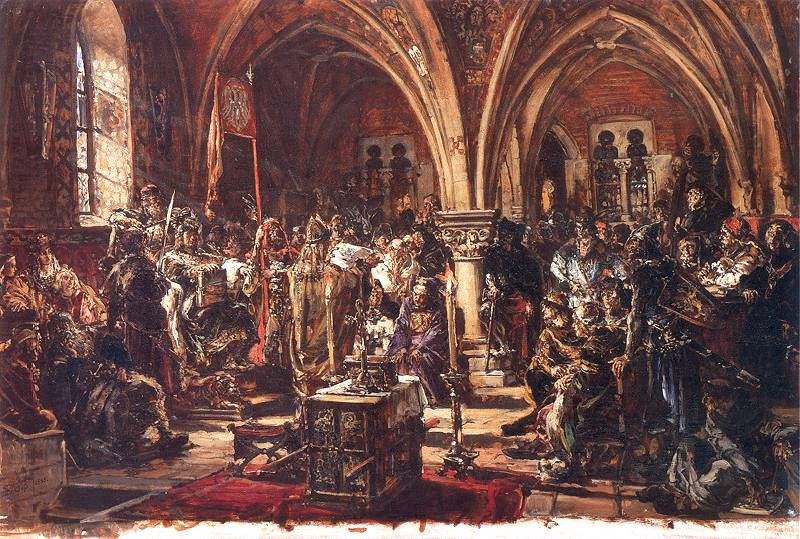
Jan Matejko, Łęczyca – pierwszy Sejm

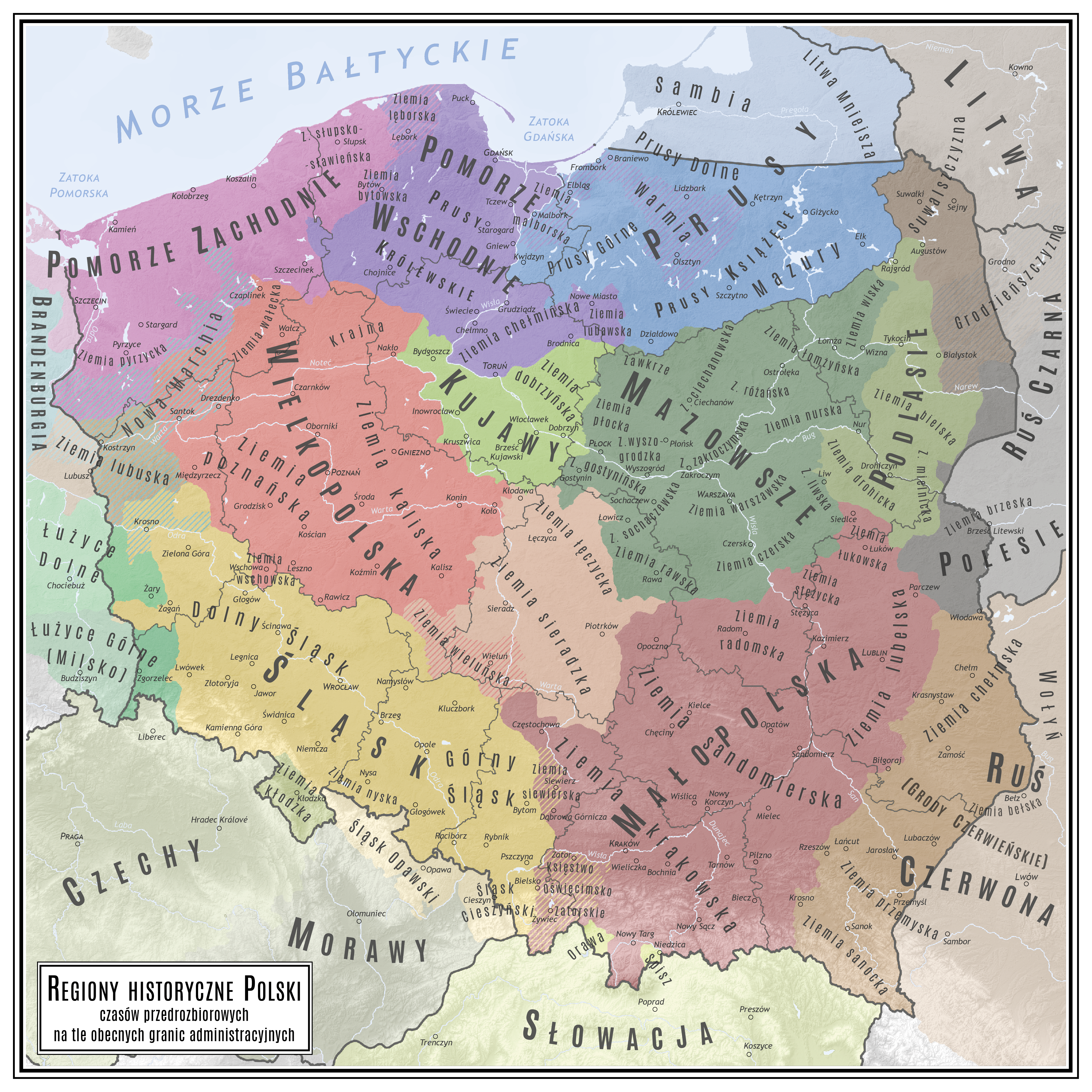
Łęczyca, Ziemia łęczycka, Ziemia łęczycko-sieradzka i inne krainy historyczne Polski na tle współczesnych granic administracyjnych

Łęczyca – miasto w centralnej Polsce, w województwie łódzkim, siedziba powiatu łęczyckiego. Leży przy łączącej północ z południem drodze krajowej nr 91. Miasto rozciąga się na pograniczu Niziny Mazowieckiej i Niziny Wielkopolskiej nad Bzurą (lewym dopływem Wisły), a dokładnie przy ujściu doliny Bzury do pradoliny warszawsko-berlińskiej.
Łęczyca jest stolicą historycznej ziemi łęczyckiej i ziemi łęczycko-sieradzkiej. Od XI do XIV wieku była stolicą  prowincji łęczyckiej i księstwa łęczyckiego. Od XIV do XVIII wieku była stolicą województwa łęczyckiego i powiatu łęczyckiego. Była miastem królewskim Korony Królestwa Polskiego w starostwie łęczyckim w powiecie łęczyckim w województwie łęczyckim w końcu XVI wieku. Łęczyca uzyskała prawo składu w 1444 roku. Miejsce obrad sejmików ziemskich województwa łęczyckiego od XVI wieku do pierwszej połowy XVIII wieku.
Według danych GUS z 31 grudnia 2019 r. miasto liczyło 13 971 mieszkańców.

## Toponimia
Istnieją dwie wersje pochodzenia nazwy miasta. Pierwsza wywodzi je od plemienia Łęczan, które przed powstaniem państwa polskiego zasiedlało okolice Łęczycy. Druga podaje wywód od cech charakterystycznych terenu na którym powstało. Równiny pełne błota i trzęsawisk oraz podmokłe łąki nazywano w języku staropolskim – łęgami lub ługami i to one miały dać miejscowości nazwę.
Łacińskie średniowieczne dokumenty podają zlatynizowane nazwy miasta: Lonsin, Lucic, Lunciz, Lantsiza, Loncizia, Lonsitia, Lunchicia. Miejscowość w zlatynizowanej formie Lucic notuje Gall Anonim w swojej Kronice polskiej spisanej w latach 1112–1116. W roku 1154 arabski geograf Al-Idrisi w swoim dziele pt. Księga Rogera zamieścił nazwę Łęczycy jako N(u)grada (pol. Nowygród) pośród innych polskich miast Krakowa, Sieradza, Gniezna, Wrocławia, oraz Santoka. XIX-wieczny Słownik geograficzny Królestwa Polskiego podaje nazwę miejscową Łęczyca.

## Położenie

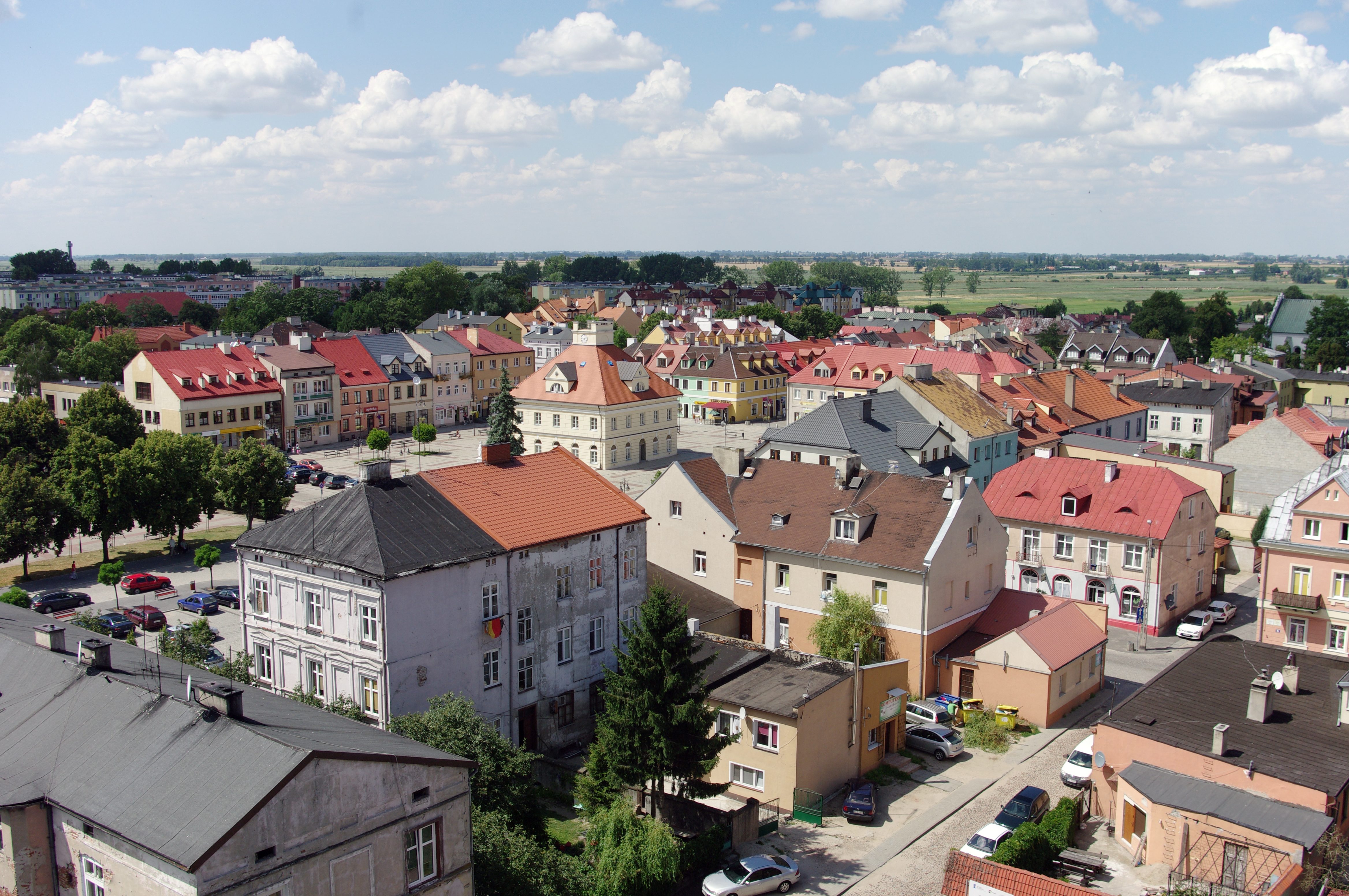
Widok z wieży Zamku Królewskiego

Miasto Łęczyca leży pośrodku obecnego powiatu łęczyckiego, bliżej jego południowej granicy.
Według danych z roku 2014 Łęczyca ma obszar 8,95 km², w tym: użytki rolne 58%, użytki leśne 0,1%. Miasto stanowi 1,16% powierzchni powiatu łęczyckiego.
Sąsiednie gminy: Łęczyca, Daszyna, Grabów, Góra Świętej Małgorzaty, Świnice Warckie, Witonia.
Części miasta: Łęczyca Poduchowna, Obrywka, Probostwo, Przedmieście Ozorkowskie, Sobotczyzna, Waliszew.
Łęczyca jest stolicą historycznej ziemi łęczyckiej. Od XI do XIV wieku była stolicą prowincji łęczyckiej i księstwa łęczyckiego. Od XIV do XVIII wieku była stolicą województwa łęczyckiego. W latach 1919–1939 miasto administracyjnie należało do woj. łódzkiego. Od 1946 do 1975 r. w woj. łódzkim. W latach 1975–1998 miasto administracyjnie należało do woj. płockiego.
W pobliżu miasta znajduje się geometryczny środek Polski.

## Demografia

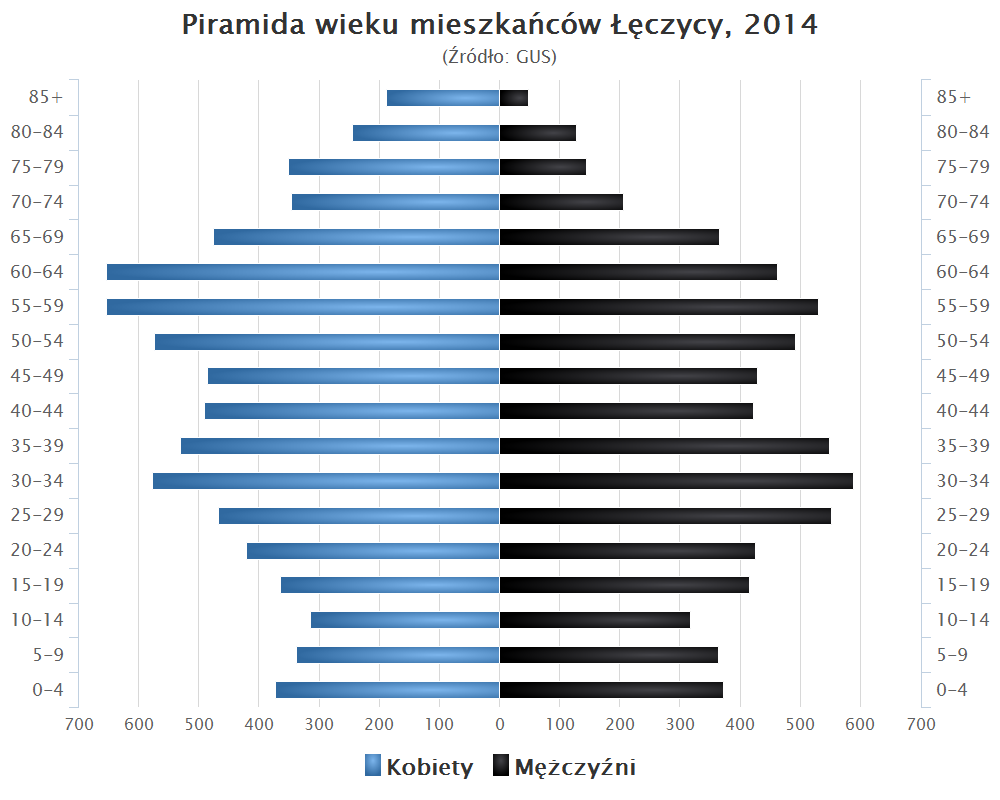
Piramida wieku mieszkańców Łęczycy w 2014 roku

Dane z 30 czerwca 2018:
| Opis                              | Ogółem | Ogółem | Kobiety | Kobiety | Mężczyźni | Mężczyźni |
| --------------------------------- | ------ | ------ | ------- | ------- | --------- | --------- |
| jednostka                         | osób   | %      | osób    | %       | osób      | %         |
| populacja                         | 14163  | 100    | 7587    | 53,57   | 6576      | 46,43     |
| gęstość zaludnienia (mieszk./km²) | 1582   | 1582   | 848     | 848     | 735       | 735       |

## Historia

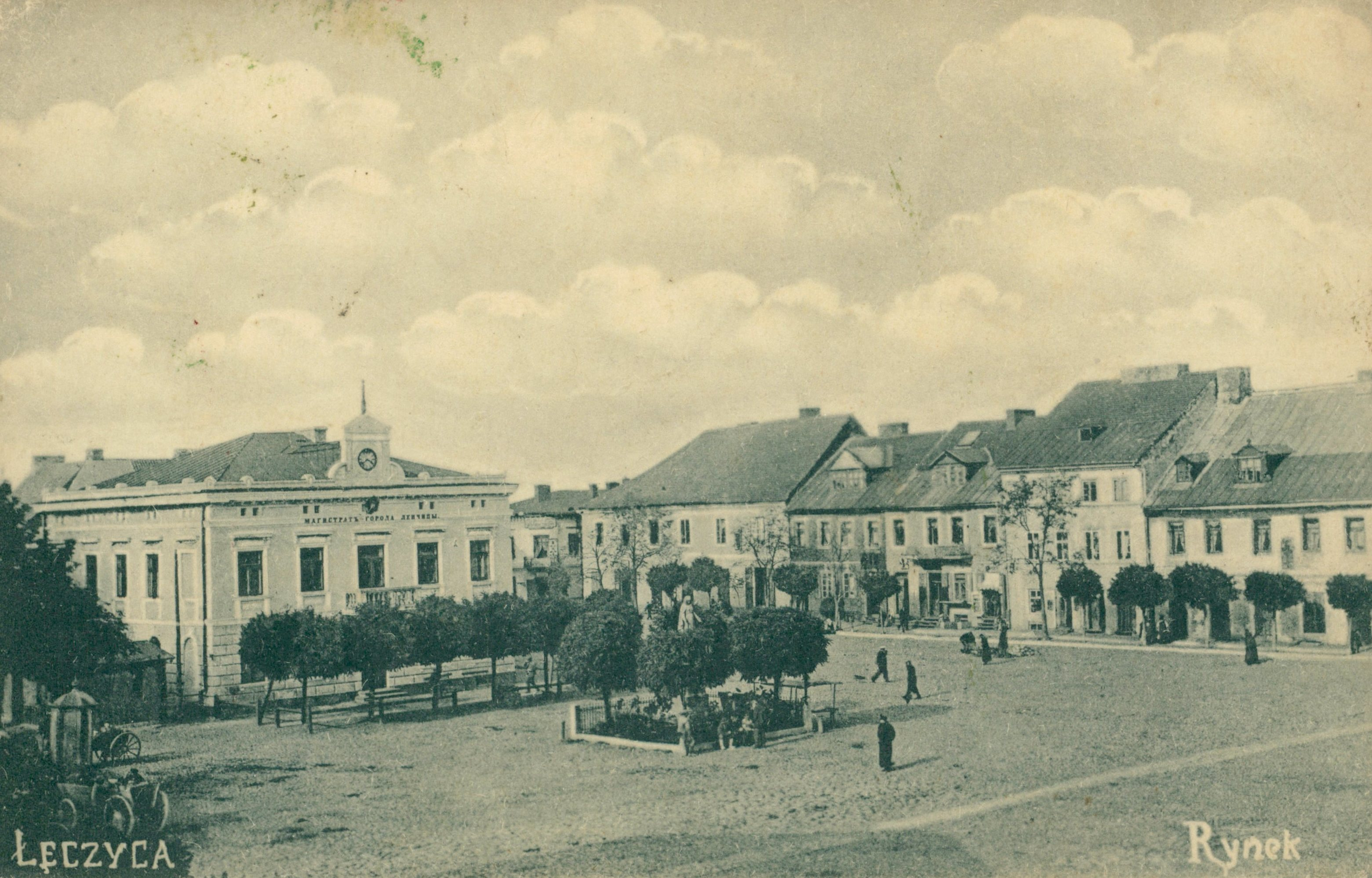
Rynek około 1921

- X–XIII wiek – pierwszy gród łęczycki funkcjonuje w Tumie
- XI wiek – powstanie w Łęczycy (obecnie miejscowość Tum) opactwa benedyktyńskiego prawdopodobnie z fundacji Kazimierza Odnowiciela lub według tradycji klasztornej przed rokiem 1000 z fundacji św. Wojciecha. Archikolegiata Łęczycka w Tumie jest obecnie sanktuarium św. Wojciecha
- XI i XII wiek – najważniejszy gród prowincji łęczyckiej; poza Łęczycą, stolicami prowincji w ówczesnej Polsce były takie miasta jak Gniezno, Poznań, Kraków, Sandomierz, Płock, Wrocław[13][14][15][16]
- 1136 – wymieniona pod nazwą łacińską Lancicia
- 1138–1144 – gród siedzibą księżnej Salomei, wdowy po Bolesławie Krzywoustym (Łęczyca była wtedy stolicą tzw. oprawy wdowiej)
- 1149–1161(?) – budowa w Łęczycy (obecnym Tumie), na miejscu rozebranego opactwa benedyktynów, kolegiaty NMP i św. Aleksego, stała się ona miejscem zjazdów książęcych i synodów kościelnych metropolii gnieźnieńskiej, pierwsze polskie sejmy
- 1180 – zjazd w Łęczycy – potwierdzenie legalności władzy Kazimierza Sprawiedliwego
- 1264 – wydzielenie księstwa sieradzkiego z księstwa łęczyckiego
- przed 1267 – nadanie praw miejskich, lokacja miasta na północ od osady na lewym brzegu Bzury lub lokacja Starego Miasta, stolica księstwa łęczyckiego
- 1352 – Kazimierz Wielki włączył Księstwo Łęczyckie do Polski po śmierci ostatniego księcia łęczyckiego Władysława Dobrzyńskiego
- XIV w. – stała się siedzibą sądu ziemskiego i grodzkiego[17]
- 17 lipca 1409 – walny zjazd w Łęczycy uchwalił włączenie się do wojny w razie najazdu Zakonu na Litwę; stąd wyruszyło poselstwo do Malborka
- 15 grudnia 1433 – rozejm w Łęczycy pomiędzy Polską a Zakonem Krzyżackim
- XVI w. – rozwój miasta jako ośrodka rzemieślniczo-handlowego, stolica województwa łęczyckiego
- 1793 – likwidacja województwa łęczyckiego
- 1793–1806 – pod zaborem pruskim
- 1794 – rozpoczęcie przez Prusaków budowy fortyfikacji bastionowych wokół miasta
- 7 listopada 1806 – opuszczenie miasta bez walki przez wojska pruskie
- 16 listopada 1806 – zajęcie miasta przez oddziały pod dowództwem generała Dąbrowskiego
- 1807–1815 – w Księstwie Warszawskim
- 11 maja 1809 – zajęcie miasta przez wojska austriackie
- od 1815 – w Królestwie Polskim
- 1815 – urodził się w Łęczycy Bernard Lessmann, wydawca i księgarz, dziadek Bolesława Leśmiana i Jana Brzechwy
- 1842 – powstanie szpitala św. Mikołaja według projektu Henryka Marconiego
- 1869–1872 – rabinem łęczyckim był uczony i pisarz Malbim
- 1914 – walki w ramach bitwy łódzkiej, udział Legionów Piłsudskiego
- 1919–1975 – miasto siedzibą powiatu w województwie łódzkim
- 1939 – walki Armii „Poznań” i „Pomorze” z Niemcami – bitwa nad Bzurą; miasto zajęte przez niemiecką 221 Dywizję Piechoty w nocy z 14 na 15 września
- luty 1941 – utworzenie przez Niemców getta dla ludności żydowskiej[18]; obejmowało część miasta pomiędzy ulicami: Kilińskiego, Więzienną, Kaliską i placem Kościuszki[18]. Przez getto przeszło ok. 3 tys. Żydów[18].
- kwiecień 1942 – likwidacja łęczyckiego getta i wywiezienie jego mieszkańców do obozu zagłady w Chełmnie nad Nerem[18].
- 1955–1992 – Łęczyckie Zagłębie Rud Żelaza, wydobycie syderytów[19]
- 1975–1998 – w województwie płockim
- od 1999 – w województwie łódzkim

## Zabytki

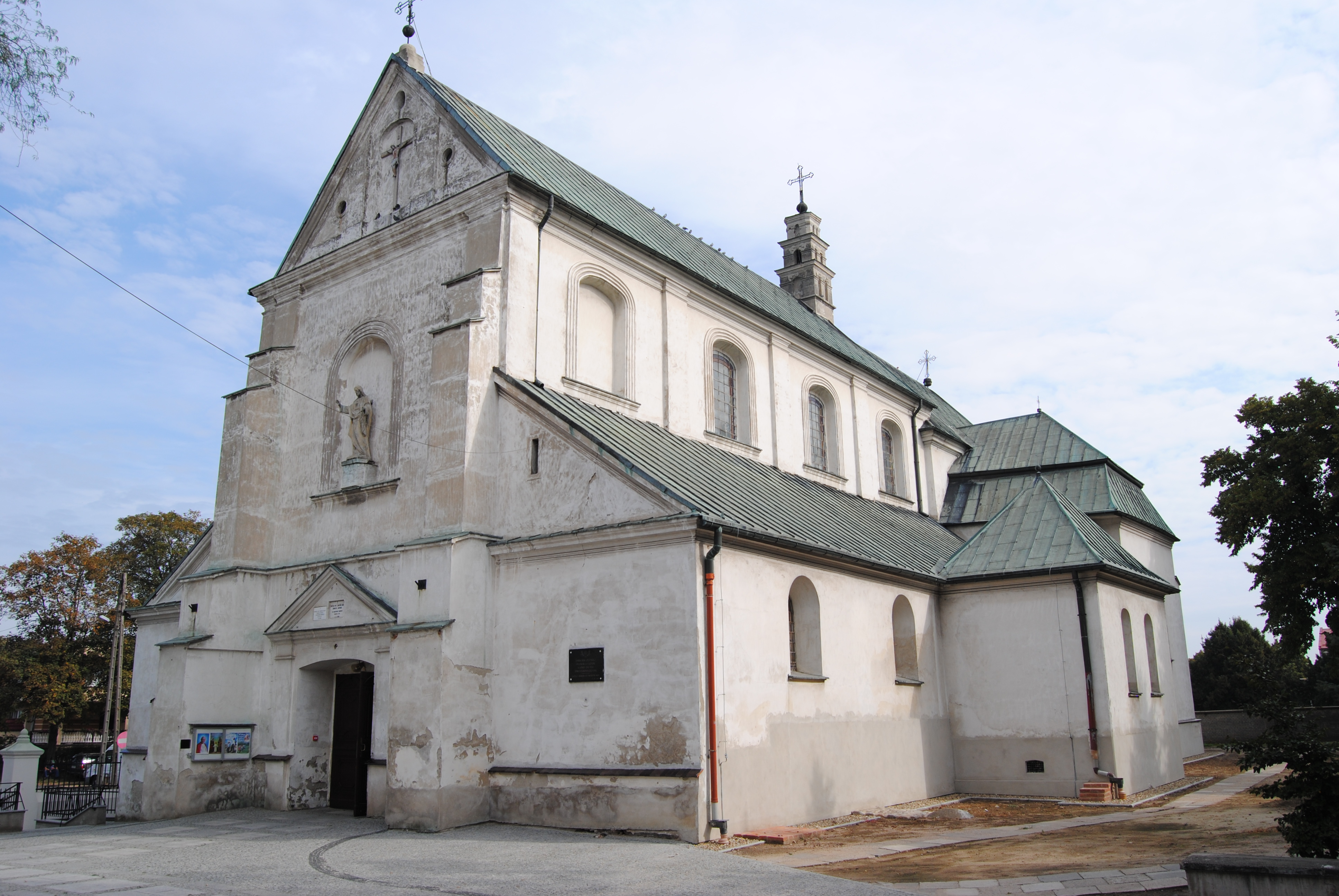
Kościół parafialny pw. św. Andrzeja

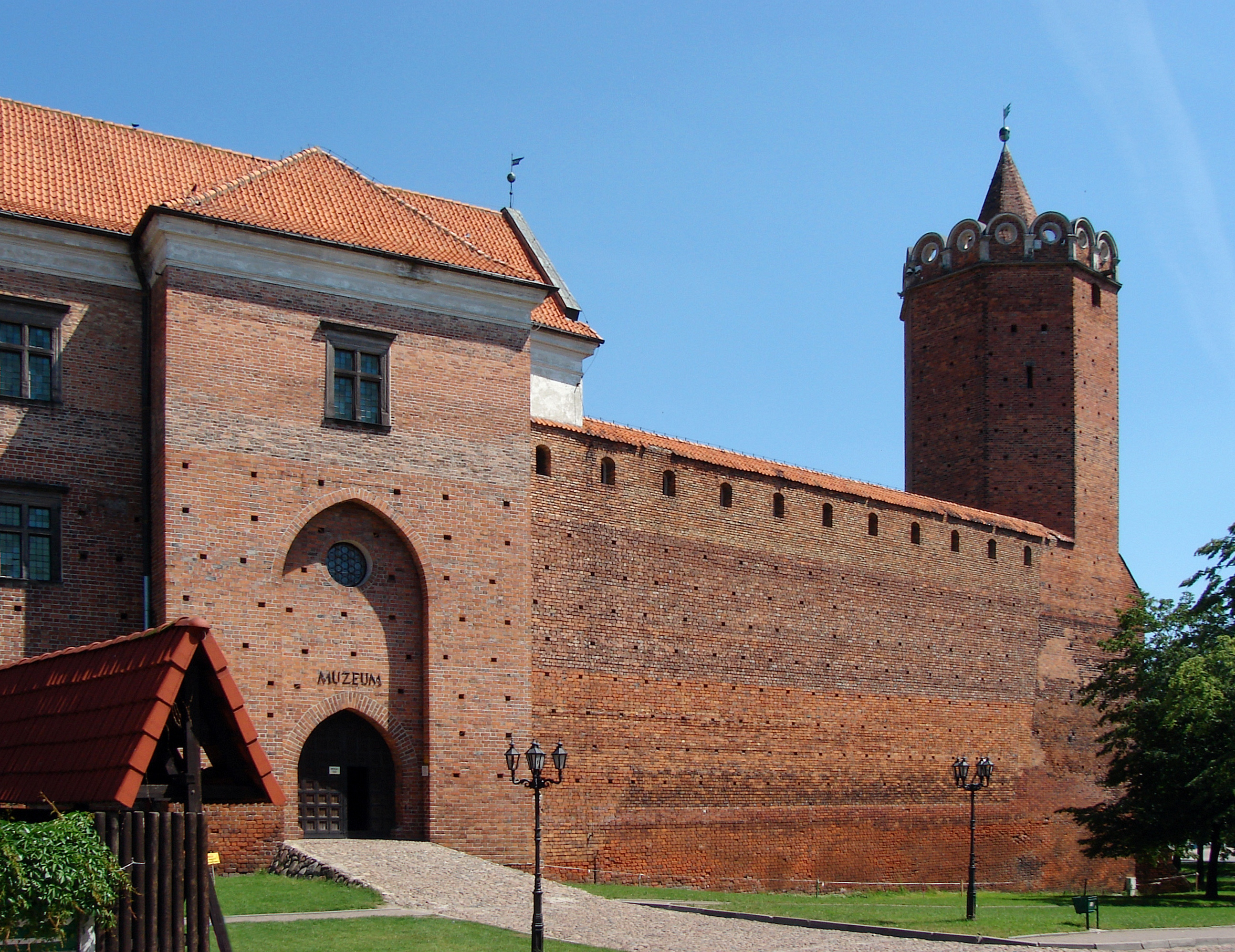
Zamek Królewski w Łęczycy obecnie Muzeum Ziemi Łęczyckiej

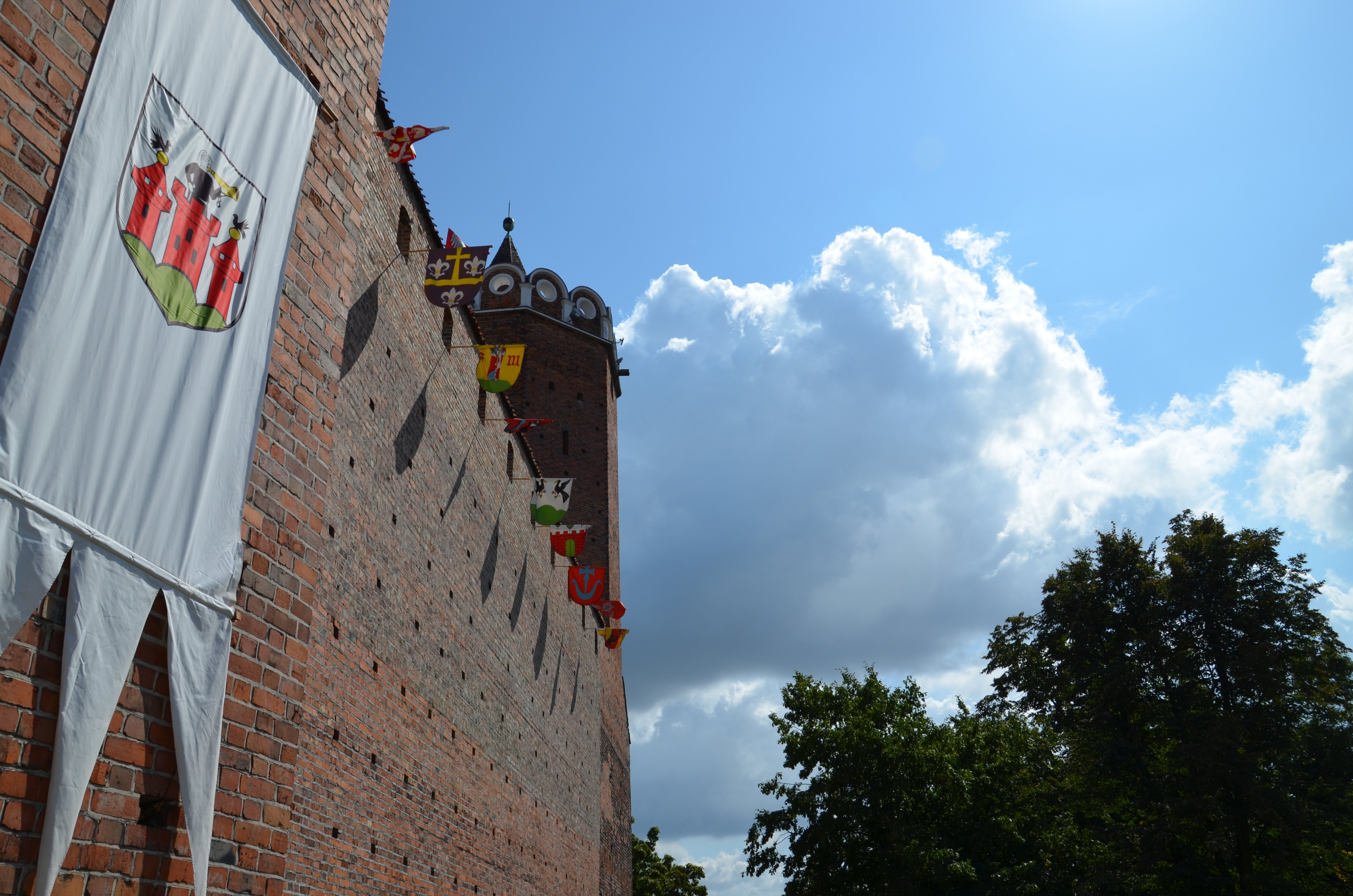
Zamek Królewski w Łęczycy podczas XV Międzynarodowego Turnieju Rycerskiego

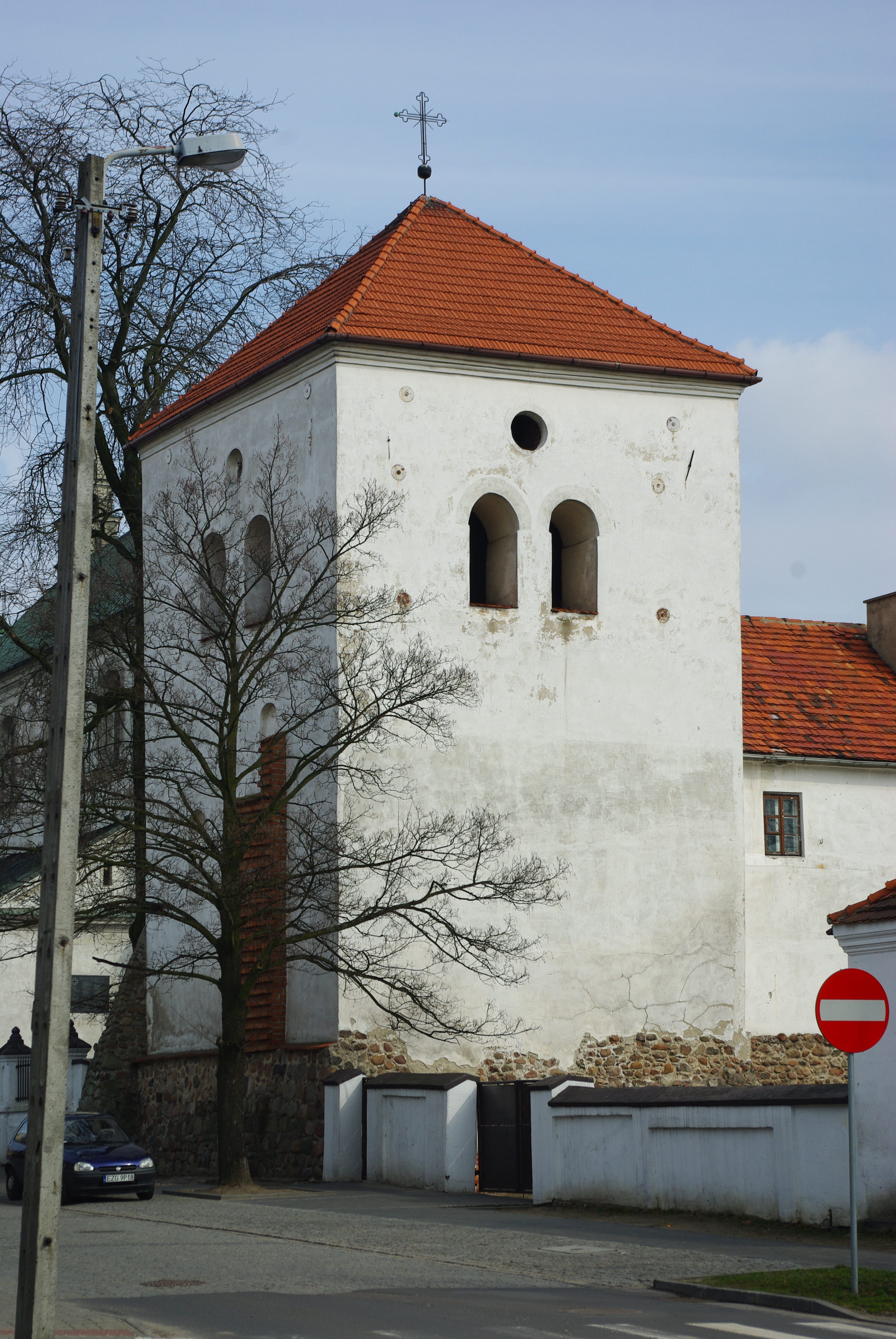
Jedyna zachowana wieża XIV-wiecznych fortyfikacji miejskich Łęczycy, pełniąca obecnie funkcję dzwonnicy kościelnej parafii pw. św. Andrzeja

### Wpisane do rejestru zabytków
Według rejestru zabytków NID na listę zabytków wpisane są obiekty:
- kościół parafialny pw. św. Andrzeja, XV w., XVII–XIX w., nr rej.: 516 z 15.05.1946 oraz 68 z 25.07.1967
- zespół klasztorny bernardynów, 1 poł. XVII w.:
  - kościół pw. Niepokalanego Poczęcia NMP, nr rej.: 83-V-7 z 5.06.1946 oraz 70 z 26.07.1967
  - klasztor, nr rej.: 86-V-10 z 5.06.1946 oraz 71 z 26.07.1967
- zespół klasztorny dominikanów (kościół i klasztor), poł. XIV w., k. XVIII w., k. XIX w., nr rej.: 81-V-5 z 15.05.1946 i z 13.03.1961
  - klasztor norbertanek, ob. urszulanek, pocz. XVII w., 2 poł. XIX w., nr rej.: 450 z 27.07.1967
- park miejski, k. XVIII w., 1828-30, nr rej.: A/30 z 22.06.2006
- zespół zamkowy, (Muzeum Ziemi Łęczyckiej), XIV–XVIII w.:
  - dom wsch. – prochownia, XVIII w., nr rej.: 87-V-11 z 15.05.1946 oraz 74 z 26.07.1967
  - „dom nowy”, nr rej.: 80-V-4 z 15.05.1946 oraz 73 z 26.07.1967
  - wieża i mury, nr rej.: 91-V-15 z 15.05.1946 oraz 75 z 26.07.1967
- baszta obronna, obecnie dzwonnica kościoła parafialnego, XIV w., XVIII w., nr rej.: 84-V-8 z 5.06.1946 oraz 69 z 25.07.1967
- ratusz, klasycystyczny, 1788–90, przebudowany na pocz. XX w. i 2005–07, nr rej.: 460-V-20 z 6.05.1949 oraz 76 z 27.07.1967
- hotel, obecnie dom mieszkalny, ul. Kościuszki 32, poł. XIX w., nr rej.: 464 z 29.07.1967
- szkoła, al. Jana Pawła II 1, 1 poł. XIX w., nr rej.: 896-V-76 z 1953 oraz 465 z 29.07.1967
- wieża szybowa „Łęczyca I” kopalni rudy żelaza, ul. Ozorkowskie Przedmieście 4, nr rej.: 647 z 11.06.1994
- przestrzenny układ komunikacyjny kolejki wąskotorowej – Krośniewicka Kolej Dojazdowa
- liczne domy z XIX wieku

### Inne
Obiekty historyczne:
- Mała Synagoga zbudowana w końcu XVIII wieku
- Gmach gimnazjum im. Jana Pawła II. Budynek powstał w 1930 r. według projektu Karola Sicińskiego. W II RP mieścił trzy szkoły powszechne. W 1939 służył jako obóz przejściowy dla żołnierzy polskich wziętych do niewoli w bitwie nad Bzurą, a następnie jako hitlerowskie starostwo powiatowe. Od 1945 r. służy oświacie.
- cmentarz rzymskokatolicki przy ul. Kaliskiej z kwaterami wojskowymi z 1914, 1920 i 1939 r.
- cmentarz ewangelicko-augsburski z kwaterą wojskową z 1914 r.
- cmentarz prawosławny z I poł. XIX wieku obecnie w obrębie nekropolii rzymskokatolickiej
- Budynki koszar 37 Pułku Piechoty Ziemi Łęczyckiej im. Księcia Józefa Poniatowskiego
- Dawny szpital św. Mikołaja Cudotwórcy z 1842 r. wzniesiony według projektu Henryka Marconiego.

Nieistniejące obiekty:
- Duża Synagoga z 1787 r.
- Kościół ewangelicki, z ok. 1860 r.
- Cerkiew prawosławna pw. Św. Mikołaja z 1910 r.
- Cmentarz żydowski w Łęczycy z II poł. XV wieku

## Transport
Drogi przechodzące przez miasto:
- Droga krajowa nr 91: Gdańsk-Łęczyca-Łódź
- Droga wojewódzka nr 703: Łowicz-Łęczyca-Poddębice
- Autostrada A2 (Obwodnica Wartkowice – 12 km od Łęczycy w kierunku Poddębic trasą DW703)
- Autostrada A1 (Węzeł Piątek – 23 km do Łęczycy w kierunku Łowicza trasą DW703)

Łęczyca posiada stację kolejową, przez którą przebiega linia kolejowa nr 16: Łódź Widzew – Kutno
PKS w Łęczycy oferuje przewozy ponad 50 autobusami.
- Linie szkolne umożliwiają uczniom mieszkającym poza Łęczycą w pobliskich wsiach (w powiecie łęczyckim) dojazd do szkół
- PKS oferuje własne połączenia między innymi do: Łodzi, Warszawy, Koła, Turku, Płocka oraz do pobliskich miast: Poddębice, Świnice Warckie, Kutno.
- Nowe trasy, na których kursują busy łączą miasta Łęczyca, Ozorków, Zgierz, Łódź.

PKS ma w planach przebudowę ówczesnej poczekalni na nowy, większy dworzec.
- Linia kolejowa Krośniewice – Ozorków Centralny: Krośniewice – Łęczyca – Ozorków

W roku 2015 przy ul. Zachodniej oddano do użytku sanitarne lądowisko dla śmigłowców.
 przez Łęczycę biegnie Łódzka magistrala rowerowa (ukłd N-S)

## Sport i rozrywka
- Hala Sportowa
- Stadion Miejski
- MKLA Łęczyca – lekkoatletyka
- Klub Sportowy Górnik Łęczyca
- MMKS Łęczyca – piłka siatkowa
- Hurtap – klub jeździecki
- Hurtap – futsal
- Hurtap – Beach Soccer
- Miejski Młodzieżowy Klub Tenisowy (korty tenisowe ul. Dworcowa)
- Orlik 2012 (przy SP nr 3, przy SP nr 4, przy LO)
- Centrum Sportowe przy Gimnazjum w Topoli Królewskiej

## Kultura
- Dom Kultury
- Kino „Górnik”
- Muzeum w Łęczycy
- Miejska i Powiatowa Biblioteka Publiczna

## Religia
Na terenie Łęczycy działalność religijną prowadzą następujące Kościoły i związki wyznaniowe:
- Kościół rzymskokatolicki:
  - parafia św. Andrzeja Apostoła
  - parafia Niepokalanego Poczęcia Najświętszej Maryi Panny
- Świadkowie Jehowy:
  - zbór Łęczyca (Sala Królestwa ul. Kazimierza Odnowiciela 19)[22]
- Kościół Ewangelicko-Augsburski
  - Parafia Ewangelicko-Augsburska w Ozorkowie
- Kościół Starokatolicki Mariawitów
  - wierni należą do parafii św. Mateusza Apostoła i Ewangelisty w Nowej Sobótce

## Edukacja
W mieście znajdują się 3 przedszkola miejskie, 3 szkoły podstawowe, 1 gimnazjum, 2 zespoły szkół ponadgimnazjalnych oraz 2 licea ogólnokształcące.
- Szkoła Podstawowa nr 1 im. Jana Pawła II
- Szkoła Podstawowa nr 3 im. 25 Kaliskiej Dywizji Piechoty
- Szkoła Podstawowa nr 4 im. M. Konopnickiej
- Szkoła Podstawowa nr 5 – ośrodek szkolno-wychowawczy
- Liceum Ogólnokształcące im. Kazimierza Wielkiego
- Zespół Szkół Ponadgimnazjalnych im. Kardynała Stefana Wyszyńskiego
  - Technikum nr 1
  - Branżowa Szkoła I Stopnia nr 1
  - Szkoła Policealna nr 1
- Zespół Szkół im. Jadwigi Grodzkiej
  - II Liceum Ogólnokształcące
  - Technikum nr 2
  - Branżowa Szkoła I Stopnia nr 2
  - Liceum Ogólnokształcące dla Dorosłych
  - Szkoła Policealna nr 2
- Pedagogiczna Biblioteka Wojewódzka w Łodzi, Filia w Łęczycy

## Media

### Prasa
Gazety łęczyckie:
- ELE24[23]

Gazety pochodzące z innych miast, posiadające łęczycki dodatek:
- Gazeta Lokalna Kutna i Regionu

### Portale
- ELE24[23]
- Łęczyca NaszeMiasto[24]
- Moja Łęczyca[25]
- Panorama Łęczycy[26]
- Reporter NTR[27]

## Łęczyca jako garnizon wojskowy
Jednostki stacjonujące przed 1939:
- 37 Pułk Piechoty Ziemi Łęczyckiej im. ks. Józefa Poniatowskiego

Jednostki stacjonujące po 1945:
- 7 samodzielny pułk lotniczy bombowców nurkujących (nieco później jako 7 pułk bombowców nurkujących) 1946–1947
- 13 pułk lotnictwa myśliwskiego 1952–1971
- 37 pułk śmigłowców transportowych
- 55 Polowe Warsztaty Lotnicze
- 1 dywizjon szwoleżerów
- 1 dywizjon lotniczy

## Administracja
Miasto stanowi osobną gminę miejską. Łęczyca jest siedzibą władz powiatu łęczyckiego oraz gminy wiejskiej Łęczyca.
Łęczyca jest członkiem stowarzyszenia Unia Miasteczek Polskich.

## Miasta i gminy partnerskie[29]
- Rillieux-la-Pape, Francja
- Penzlin, Niemcy
- Włodzimierz, Ukraina
- Rypin, Polska